# 35
Glej tudi: število 35
35 (XXXV) je bilo navadno leto, ki se je po julijanskem koledarju začelo na soboto.

## Dogodki
- 1. januar